# 洛雷托教堂

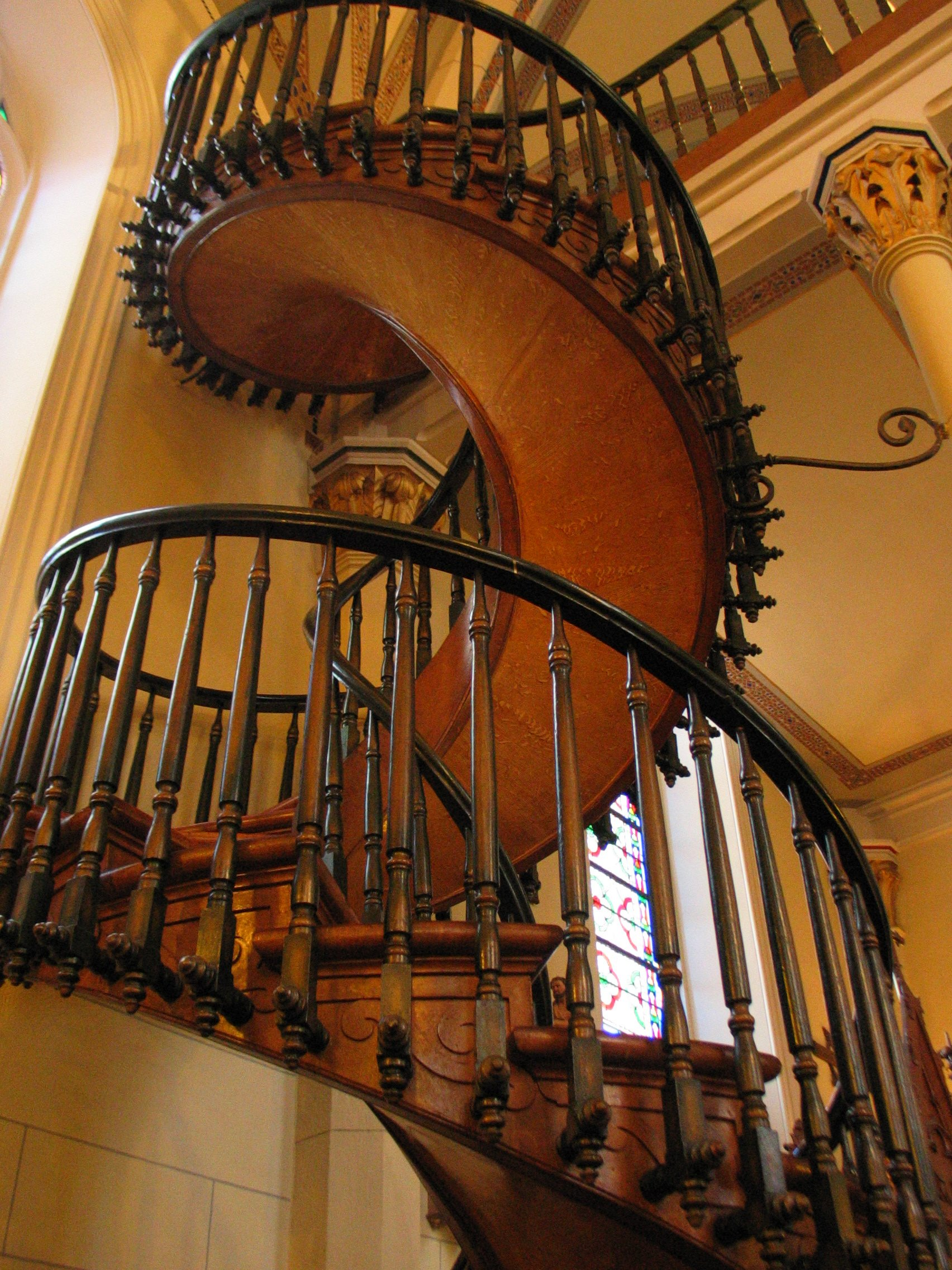
洛雷托教堂的螺旋式樓梯

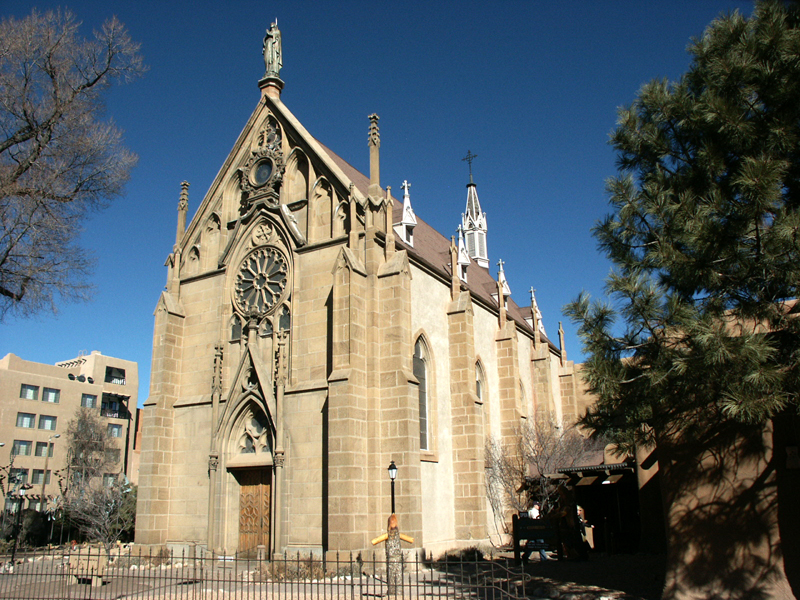
洛雷托教堂外觀

洛雷托教堂（Loretto Chapel）是一個以傑出木工打造的特殊螺旋梯聞名，位於新墨西哥州聖塔菲市的前天主教教堂，現在則爲博物館兼結婚禮堂。暫且忽略文史檔案所反映的事實，洛雷托教堂的修女以及參觀過的人都認為樓梯的打造以及製造者是一項奇蹟。

## 樓梯建造的歷史
1872年，天主教聖菲總教區的主教让-巴蒂斯特·拉米命令建造這個女修道院禮拜堂，並命名為「我們姊妹的光明禮拜堂」（Our Lady of Light Chapel），用來照顧洛雷托的修女。這個天主堂是由法國建築師安東尼·穆利（Antoine Mouly）所設計，使用哥德復興式建築風格，並且混合了來自法國的尖塔、扶壁與花窗玻璃等特色。這個天主堂明顯類似巴黎的聖禮拜堂，雖然前者的規模相較於後者小很多。
建築師驟然逝世，而建築工人在大部分建造完成後才發現沒有任何樓梯可以通到唱詩班的廂房。因為受限於禮拜堂狹小的空間，一般的樓梯就嫌太大。（歷史學家也指出早先同期的教堂大多是用直梯通往詩班的廂房遠比使用樓梯設計多。但是很顯然的，修女們無法接受這種方式。）

接著奇蹟的故事就這麼展開了
必須有個解決方法上去唱詩班的廂房，修女們向以木匠為職的聖若瑟祈禱了九天。就在九日敬禮（天主教傳統的祈禱方式，也就是一連九天為某個特別的意向祈禱）的最後一天，一個衣著襤褸的陌生人出現在門前。他告訴修女們他可以建造一個樓梯但是需要絕對的隱密，他將自己關在禮拜堂三個月。他只用極少的基本工具，包括方矩，鋸子以及些許熱水就建造了完全不用當地原生木料的螺旋梯。沒人知道這位木匠的身分，當這樓梯完工後他也立即失蹤。許多目擊者見到這樓梯時，感覺就是神蹟顯現。
長久以來，誰是這位木匠以及木材從何取得的謎始終未解開。因為從未有報告提及任何人見過運送木料甚至看到在建造過程中有人進出。也因為他在女修道院院長付酬勞給他之前就離開，洛雷托的修女提出獎賞給能夠告知這位陌生人真實身分的人，但也從未有人索取。
樓梯實際約在1877至1881年間建成。一開始並無扶手，修女們表示下樓梯時必須要手腳並用才能克服恐懼。扶手要一直到1887年才被另一位木匠Phillip August Hesch加上去。

## 樓梯結構
這樓梯本身基本上是個令人驚嘆的木工傑作。樓梯幾乎整個由木頭建材構成，向上爬升6.1公尺（20英呎），旋轉完整兩周直到唱詩班的廂房。它不使用任何釘子或是可見的中央支撐柱，僅使用木質插銷及粘着劑。乍看之下像是沒有任何垂直支撐，因此給人一種奇蹟之感。除了無中央支撐柱給人的視覺驚嘆外，其木工工藝也非常出色，尤其在當時並無任何電動工具或加工機，整個建造過程爲純手工。
此螺旋梯的內側樑由7段木板粘着連接而成，而較長的外側樑則是由9段組成。具體木材未被確認，但是已知是某種雲杉，且可能不是產自於新墨西哥州本土。
雖然缺乏提供垂直支撐的中央柱，實際上，樓梯的樑即可支撐並穩定整個螺旋梯，如同一般的直梯。另外，螺旋的內側樑由於旋轉半徑小，其作用也類似中央支撐柱。在粘着木板連接成樑的時候，兩段木板間會有重疊的部分以施加粘着劑。這個重疊並施加粘着劑的部分讓樑更堅固，比單一木板形成的樑還堅固。而使用木質插銷防止了零件連接處的損害。相較於使用釘子連接零件，由於釘子與木頭材料不同，在氣溫及溼度變化帶來的熱脹冷縮影響下，木質零件很容易留下不可復原的變形損害（因爲不同材料的熱脹冷縮程度不一）。外側樑在1887年時被裝了一個金屬支撐托架。這個金屬支撐托架連接了外側樑以及相鄰的柱子上，更進一步提供了一些垂直支撐力。
雖然有足夠的垂直支撐力，但缺乏中央柱仍然讓螺旋梯像是個大彈簧一樣。走過此螺旋梯的人表示可以感受到“某種程度上的彈性”。盡管如此，它仍然可以支撐不小的重量。在一張約1959年的照片上可以看到約至少12位唱詩班的成員站在樓梯上，而樓梯仍然足以支撐他們的體重。

## 神蹟解釋
一位德國木匠Johann (Yohon) Hadwiger曾經被認為是這座樓梯的設計及建造者。這項宣稱的來源Yohon的孫子Oscar Hadwiger稍後承認了並沒有直接證據證明這項宣示。
近來，一位當地的歷史學家Mary Jean Straw Cook發表了支持出生於法國而隨著宗教獨身工匠團體來到美國新墨西哥州定居的Francois-Jean Rochas可能就是這個工藝精湛木匠的證據。 直指樓梯是他的作品的證據項目包含有建造附近St Francis Cathedral Quintus Monier的證詞。以及刊登於1895年當地日報The Santa Fe New Mexican上的訃文形容Rochas為“一個建造洛雷托教堂樓梯的木工高手”。Straw Cook女士也在1881年三月的修女的日誌裡找到“支付木匠Rochas先生150元”的記載。
Straw Cook女士的著作〈Loretto: The Sisters and Their Santa Fe Chapel〉修訂版調查結果提出了樓梯本身是在法國建造再由Rochas組裝的說法。這也正好解釋了為何樓梯出現的如此突然，且引發出神蹟的傳說。
那又為何Rochas的身分隱匿了許久？Straw Cook女士說道:“這些知道他的名字的人不想打破這項傳說。一直到大約二十世紀初期，這項作品成為傳奇之前。基本上公眾對於樓梯建造者的身分不感興趣。而今，這些知道Rochas或是曾經跟他一齊工作過的人都已經過世了。”
如果你現在參觀禮拜堂，你將不會聽到有關於Francois-Jean Rochas的故事。政府當局技術上刁難Cook女士的理論。首先，她不是專業人士。其次，他曾寫過一本關於各州樓梯的書，而她的的調查結果是極為“武斷”的。專業的歷史學家對於這些斬釘截鐵的字句持保留的態度，表示如果她能同意使用“或許”這類的字眼，如此就願意為她的發現背書。Cook女士斷然的拒絕。

## 洛雷托學院
洛雷托禮拜曾經每天被洛雷托學院的女學生以及修女使用，直到教會命令關閉學院及禮拜堂為止。1917年出生於聖塔菲市的Mary Frances （Julian1917-2005, 婚前本名Mary Frances Hill）從1920年加入洛雷托學院直到1935年，被認為是待在學院最久的學生。因為參加唱詩班，她攀爬這神奇的樓梯的次數比任何人都多。1968年學院關閉之後，男校St. Michael's High School轉型成男女合校以接納學院的女學生。

## 教堂現況
洛雷托教堂已不做為傳統教堂使用，但是可安排婚禮儀式。
教堂目前與隔壁的旅館為同一家私人公司所擁有。如果你想進入教堂必須付出5元美金的費用。

## 外部連結
- （英文）洛雷托教堂官方網頁
- （英文）Loretto Chapel Staircase; Investigative Files (Skeptical Inquirer November 1998)
- （英文）Snopes.com 解釋螺旋式樓梯的建造的文章
- （英文）洛雷托教堂螺旋式樓梯神蹟的非正常彩圖 （页面存档备份，存于）
- （英文）Augusta Chronicle Article （页面存档备份，存于）
- （中文）網路追追追／神秘教堂？　天使蓋的樓梯？

35°41′8″N 105°56′16″W / 35.68556°N 105.93778°W